# メアリー・ホランド
メアリー・ホランド（Mary Holland、1985年6月25日 - ）は、アメリカ合衆国の女優・脚本家である。

## 生い立ち
大学卒業後、アップライト市民旅団劇場で公演を開始。UCBのフラッグシップ・ショー「アススキャット」のキャストメンバーである
ホランドは、ローレン・ラプクス、エリン・ホワイトヘッド、ステファニー・アリンと共に、コメディ改善グループ「ワイルド・ホース」のメンバーになる。
2015年、オランダはスターツシリーズ『ブラント・トーク』に出演し、2シーズンぶりにシリーズがキャンセルされるまでシェリー・ティンクルを演じた2016年、彼女はHBOシリーズ『ビープ』と映画『ユニコーンストア』にひき続き出演。2017年2月28オランダはキャロル・バーネットと共にABCコメディパイロットの世帯名に出演した。
また、2020年には海外ドラマ『ラリーのミッドライフ★クライシス』のシーズン10の最終回に出演した。
同年にクリスマスを舞台にレズビアンをテーマにして日本ではプラムビデオなどで配信されている映画『ハピエスト・ホリデー 私たちのカミングアウト』では出演のみならず脚本も担当している。

## フィルモグラフィ

### 映画
| 公開年 | 邦題 原題                                                                        | 役名             | 備考          |
| ------ | -------------------------------------------------------------------------------- | ---------------- | ------------- |
| 2016   | ウェディング・フィーバー ゲスな男女のハワイ旅行 Mike and Dave Need Wedding Dates | ベッキー         |               |
| 2017   | ユニコーンストア Unicorn Store                                                   | ジョアニー       | 配信のみ      |
| 2019   | ビトウィーン・トゥ・ファーンズ: ザ・ムービー Between Two Ferns: The Movie        | ゲリー・プロップ | 配信のみ      |
| 2020   | ハピエスト・ホリデー 私たちのカミングアウト Happiest Season                      | ジェーン         | 脚本 配信のみ |

### テレビシリーズ
| 公開年 | 邦題 原題                                                      | 役名                 | 備考                                    |
| ------ | -------------------------------------------------------------- | -------------------- | --------------------------------------- |
| 2014   | シリコンバレー Silicon Valley                                  | シェリー             | シーズン1第7話「概念実証」              |
| 2015   | パークス・アンド・レクリエーション Parks and Recreation        | ヴィクトリア         | シーズン7第2話「Ron & Jammy」           |
| 2015   | 真相 - Truth Be Told Truth Be Told                             | エイミー             | シーズン1第7話「生き残る術」            |
| 2016   | フィラデルフィアは今日も晴れ It's Always Sunny in Philadelphia | ブレア               | シーズン11第4話「Dee Made a Smut Film」 |
| 2016   | グッド・プレイス The Good Place                                | ポーラ               | シーズン1第6話「社会契約論のすすめ」    |
| 2017   | New Girl / ダサかわ女子と三銃士 New Girl                       | ギル                 | シーズン6第18話「あなたは煙草」         |
| 2017   | ブルックリン・ナイン-ナイン Brooklyn Nine-Nine                 | トリシア             | シーズン4第16話                         |
| 2017   | Veep/ヴィープ Veep                                             | シャウニー・タンズ   | 計5話                                   |
| 2018   | クレイジー・エックス・ガールフレンド Crazy Ex-Girlfriend       | キャットストアの店員 | シーズン3第12話「トレント？！」         |
| 2018   | フアン家のアメリカ開拓記 Fresh Off the Boat                    | シンディ             | シーズン5第8話「変化のクリスマス」      |
| 2020   | ラリーのミッドライフ★クライシス Curb Your Enthusiasm           | タラ・クーパー       | シーズン10第10話「The Spite Store」     |
| 2020   | ホームカミング Homecoming                                      | ウェンディ           | 計4話 配信のみ                          |
| 2020   | ビッグシティ・グリーン Big City Greens                         | 椅子の女性           | 声の出演 第50話「チップの反撃」         |

## External links
- メアリー・ホランド - IMDb（英語）